# Marcel Rudloff
Marcel Rudloff (* 15. März 1923 in Straßburg; † 23. März 1996 ebenda) war ein französischer Jurist und Politiker (MRP dann UDF-CDS). Er war von 1977 bis 1992 Mitglied des französischen Senats, von 1980 bis 1996 Präsident des Regionalrats des Elsass und von 1983 bis 1989 Bürgermeister von Straßburg. Von 1992 bis zu seinem Tod war er Mitglied des französischen Verfassungsgerichts (Conseil constitutionnel).

## Biografie
Nach seinem Abitur und der Besetzung des Elsass durch die deutsche Wehrmacht verließ er 1942 seine elsässische Heimat, um nicht vom Reichsarbeitsdienst eingezogen zu werden. Er setzte sein Jura-Studium an der nach Clermont-Ferrand gezogenen juristischen Fakultät Straßburgs fort. Zu jener Zeit wurde er zum Präsidenten des elsässischen Jura-Studentenverbandes gewählt. Außerdem engagierte er sich in katholisch geprägten Studentenbewegungen. Er bestand 1944 die Licence und erhielt das Certificat d'aptitude à la profession d'avocat (CAPA). Von März 1945 bis Januar 1946 diente er in einem Infanterieregiment und im zentralen Übersetzungsdienst der Armee in Paris.
Nach der Befreiung des Elsass kehrte er nach Straßburg zurück, wo er 1948 als Rechtsanwalt zugelassen wurde. Darüber hinaus wurde er 1950 zum Präsidenten des Rechtsanwaltsverbands Straßburgs gewählt. 1952 wurde er national bekannt, als er die Vizepräsidentschaft des Nationalverbandes Junger Rechtsanwälte (Union nationale des jeunes avocats - UNJA) errang. 1971 wurde er schließlich Präsident der Anwaltskammer Straßburgs.

## Politik
1955 trat er dem christlich-demokratischen Mouvement républicain populaire (MRP) bei und gründete einen regionalen Eltern- und Schülerverband, die APEPA (Association de Parents d’élèves de l’Enseignement Public en Alsace) innerhalb elsässischer Schulen. Zeit seines Lebens blieb er Christdemokrat. Nach Auflösung des MRP trat er 1968 der Nachfolgepartei Centre démocratie et progrès (CDP) bei, die 1976 im Centre des démocrates sociaux (CDS) aufging, welches wiederum ab 1978 zum bürgerlichen Parteienbündnis Union pour la démocratie française (UDF) gehörte.
Nachdem er bei der Kommunalwahl 1959 noch erfolglos war, zog Rudloff 1965 über die Liste des damaligen Bürgermeisters Pierre Pflimlin (MRP) in den Gemeinderat von Straßburg gewählt. 1971 wurde er stellvertretender Bürgermeister Straßburgs mit Zuständigkeit für Soziales, Jugend und Religionen und blieb dies zwölf Jahre lang. Als Pflimlin 1982 seinen Rücktritt ankündigte, galt Rudloff als möglicher Nachfolger und wurde kurz danach als Kandidat der bürgerlichen Parteien UDF und Rassemblement pour la République bestimmt. 1983 wurde er mit 54,6 % der Stimmen im ersten Wahlgang zum Bürgermeister gewählt. In Personalunion war er zudem Präsident des Gemeindeverbands Communauté urbaine de Strasbourg (CUS), zu dem Straßburg und umliegende Gemeinden gehörten. Er versuchte, ein Metroprojekt in Straßburg einzuführen, was zu heftigen Kontroversen führte. Bei der Bürgermeisterwahl 1989 unterlag er der Sozialistin Catherine Trautmann (die statt der Metro eine Straßenbahn bauen wollte) im zweiten Wahlgang mit 36,3 zu 42,7 Prozent.
Bei den Parlamentswahlen 1968 bewarb sich Rudloff als Kandidat des christdemokratischen CDP um einen Sitz in der Nationalversammlung, scheiterte aber gegen den gaullistischen Abgeordneten René Radius. Bei der Senatswahl im selben Jahr war er Ersatzkandidat des Senators Michel Kauffmann. Nach dessen Rückzug wurde Rudloff 1977 zum Senator des Départements Bas-Rhin gewählt und 1986 wiedergewählt. Er saß im Justizausschuss, dessen Sekretär er 1989 wurde. Das Senatsmandat legte er 1992 nieder.
Rudloff spielte aber auch eine Rolle in der elsässischen Regionalpolitik. Als Vertreter des Kanton Strasbourg-4 wurde Rudloff 1976 in den Generalrat des Départements Bas-Rhin gewählt, dem er bis 1988 angehörte. 1980 wurde er zum Präsidenten des Regionalrats des Elsass gewählt, damals noch ein rein repräsentatives Amt. Seine Machtbefugnisse in dieser Position wurden jedoch 1982 durch die Dezentralisierungsgesetze deutlich gestärkt. Seither führte er auch die Exekutive der Region. Er wurde bei der ersten Direktwahl des Regionalrats 1986 sowie 1992 wiedergewählt und hatte das Amt bis zu seinem Tod inne.

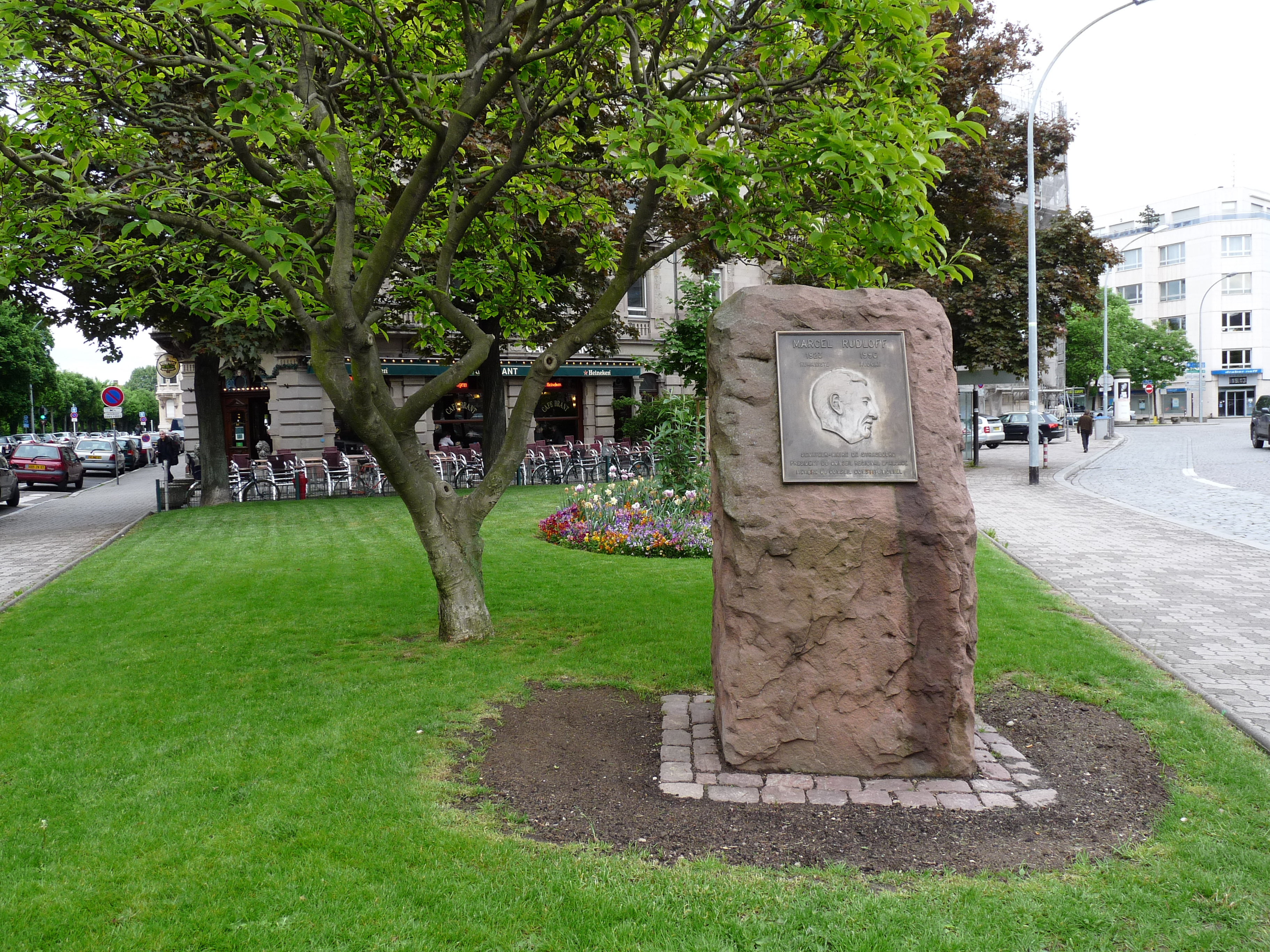
Denkmal für Rudloff in Straßburg

Wegen seiner anerkannten juristischen Kompetenzen wurde er 1992 von dem Senatspräsident Alain Poher in das französische Verfassungsgericht, den Conseil Constitutionnel, berufen. Auch diesem gehörte er bis zu seinem Lebensende an.